# The Circle Is Small (I Can See It in Your Eyes)
«The Circle Is Small (I Can See It in Your Eyes)» es una canción interpretada por el músico canadiense Gordon Lightfoot. Fue publicada a finales de marzo de 1978 como el sencillo principal de su duodécimo álbum de estudio Endless Wire por Warner Bros. Records.
Originalmente, «The Circle Is Small (I Can See It in Your Eyes)» fue publicada como la quinta canción en su cuarto álbum de estudio Back Here on Earth (1968).

## Recepción de la crítica
Billboard describió la canción como “balada poderosa y alegre”, elogiando las letras de la canción como “fuertes y predominantes sobre la instrumentación básica de guitarra acústica con cuerdas añadidas para la textura”. En una reseña negativa para AllMusic, el escritor musical James Chrispell crítico la interpretación de Lightfoot y el arreglo “cansado” de la canción, describiéndo la regrabación de la canción como “sin mejores resultados que la original”. Chuck Dauphin, contribuidor de Billboard, la colocó en la posición #4 en su lista de las 10 mejores canciones de Gordon Lightfoot.

## Posicionamiento
| Gráfica (1978)                                | Pico de posición |
| --------------------------------------------- | ---------------- |
| Canadá (RPM Top Singles)                      | 6                |
| Canadá (RPM Adult Contemporary)               | 1                |
| Canadá (RPM Top Country Tracks)               | 9                |
| Estados Unidos (Billboard Hot 100)            | 33               |
| Estados Unidos (Billboard Adult Contemporary) | 3                |
| Estados Unidos (Billboard Hot Country Songs)  | 92               |